# لوكتينغ
اللوكتينغ (بالإنجليزية: Løgting)‏ هو الهيئة التشريعية في جزر فارو، ويتكون من 33 مقعداً، يقع المقر الرئيسي له في توشهافن.